# Luis María Felipe de Orleans (1867-1874)
Luis de Orléans y Borbón (Sevilla, 30 de abril de 1867 - Randan, 21 de mayo de 1874) fue un infante de España, fallecido en la infancia.

## Biografía
Fue el último de los diez vástagos habidos del matrimonio de Antonio de Orleans, duque de Montpensier; y la infanta Luisa Fernanda, hermana de Isabel II. Con carácter previo a su nacimiento, esta última, por real decreto de fecha 8 de abril de 1867, determinó que su futuro sobrino gozaría de las prerrogativas de infante de España.Nació en el palacio de San Telmo, residencia de sus padres en Sevilla.
Tuvo distintos 9 hermanos y hermanas:
- María Isabel (Sevilla, 21 de septiembre de 1848 - Villamanrique de la Condesa, 23 de abril de 1919), infanta de España, casada con su primo Felipe de Orleans, conde de París (1838-1894). Tuvieron ocho hijos.[4]
- María Amalia (Sevilla, 28 de agosto de 1851 - Sevilla, 9 de noviembre de 1870),[5] fallecida de tuberculosis, soltera y sin hijos.
- María Cristina (Sevilla, 29 de octubre de 1852 - Sevilla, 28 de abril de 1879), que tras la muerte de su hermana María de las Mercedes fue considerada como candidata para ser la segunda esposa de su primo y cuñado, Alfonso XII,[6] falleciendo pocos meses después de su hermana de tisis.[7]
- María de la Regla (Sevilla, 8 de octubre de 1856 - Sanlúcar de Barrameda, 25 de julio de 1861).[8][9]
- Hijo (nacido muerto en 1857).[10]
- Fernando María Felipe (Sanlúcar de Barrameda, 29 de mayo de 1859 - La Chapelle Saint-Mesmin, 3 de diciembre de 1873),[11] hijo favorito de sus padres cuya muerte por sarampión representó un duro golpe.[12]
- María de las Mercedes (Madrid, 24 de junio de 1860 - Madrid, 26 de junio de 1878), fue reina de España al casarse con su primo, el rey Alfonso XII. No tuvieron hijos.[13]
- Felipe Raimundo María (Sevilla, 12 de mayo de 1862 - Sevilla, 13 de febrero de 1864).[1]
- Antonio María Luis (Sevilla, 23 de febrero de 1866 - Neuilly-sur-Seine, 24 de diciembre de 1930), infante de España y duque de Galliera, se casó con su prima carnal, la infanta Eulalia (1864-1958), hija de Isabel II. Tuvieron dos hijos. Frívolo y extravagante, se separó en 1900 y luego tuvo como pareja a María Luisa Le Manac'h.[14][15]

Cuando tenía un año, sucedió la Revolución de 1868, que derrocó a su tía y la exilio junto a su familia. Los Montpensier no se exiliaron y de hecho el duque intento ser candidato a la corona española en 1870, pero el duelo que tuvo con Enrique de Borbón que terminó en la muerte de este último y la elección de Amadeo de Saboya motivaron que al año siguiente, la familia se exiliara a Francia. Por entonces, está era una república y en este país su padre poseía el castillo de Randan. Durante su corta vida Luis tenía una salud frágil y delicada por lo que cuando sus padres y hermanos iban a visitar París, el niño se quedaba en el castillo siendo cuidado por nodrizas.
Murió el 21 de mayo de 1874, en el castillo de Randan, residencia de sus padres en Francia. Fue enterrado en la capilla real de Dreux junto a su hermano Fernando que había muerto cinco meses antes. Su estatua yacente, como niño velado fue realizado por L'Enfant voilé, obra de Aimé Millet.